# Gran Premio Bruno Beghelli 2016
Il Gran Premio Bruno Beghelli 2016, ventunesima edizione della corsa, valevole come evento dell'UCI Europe Tour 2016 e della Coppa Italia 2016, di categoria 1.HC, si svolse il 25 settembre 2016 su un percorso di 196,3 km. La vittoria fu appannaggio dell'italiano Nicola Ruffoni che terminò la gara in 4h25'21", alla media di 44,39 km/h, precedendo il connazionale Filippo Pozzato e il belga Jens Keukeleire.
Sul traguardo di Monteveglio 120 ciclisti portarono a termine la competizione.

## Squadre partecipanti
| N.      | Cod. | Squadra             |
| ------- | ---- | ------------------- |
| 1-8     | BAR  | Bardiani-CSF        |
| 11-18   | CDT  | Cannondale-Drapac   |
| 21-28   | TFS  | Trek-Segafredo      |
| 31-38   | FDJ  | FDJ                 |
| 41-48   | DDD  | Team Dimension Data |
| 51-58   | LAM  | Lampre-Merida       |
| 62-68   | AST  | Astana Pro Team     |
| 71-78   | BMC  | BMC Racing Team     |
| 81-87   | MOV  | Movistar Team       |
| 91-98   | OBE  | Orica-BikeExchange  |
| 101-108 | ITA  | Italia              |
| 111-118 | ALM  | AG2R La Mondiale    |
| 121-128 | COF  | Cofidis             |

| N.      | Cod. | Squadra                      |
| ------- | ---- | ---------------------------- |
| 131-138 | NIP  | Nippo-Vini Fantini           |
| 141-148 | STH  | Wilier Triestina-Southeast   |
| 151-158 | CJR  | Caja Rural-Seguros RGA       |
| 161-168 | TSV  | Topsport Vlaanderen-Baloise  |
| 171-178 | AND  | Androni Giocattoli-Sidermec  |
| 181-188 | GAZ  | Gazprom-RusVelo              |
| 191-198 | DMP  | Delko-Marseille Provence-KTM |
| 201-208 | BOA  | Bora-Argon 18                |
| 211-218 | FVC  | Fortuneo-Vital Concept       |
| 221-228 | CCC  | CCC Sprandi Polkowice        |
| 231-238 | GME  | GM Europa Ovini              |
| 241-248 | WGG  | Wanty-Groupe Gobert          |

## Ordine d'arrivo (Top 10)
| Pos. | Corridore           | Squadra   | Tempo    |
| ---- | ------------------- | --------- | -------- |
| 1    | Nicola Ruffoni      | Bardiani  | 4h25'21" |
| 2    | Filippo Pozzato     | Wilier    | s.t.     |
| 3    | Jens Keukeleire     | Orica     | s.t.     |
| 4    | Sonny Colbrelli     | Bardiani  | s.t.     |
| 5    | Simone Consonni     | Italia    | s.t.     |
| 6    | Jacopo Guarnieri    | Italia    | s.t.     |
| 7    | Danilo Napolitano   | Wanty     | s.t.     |
| 8    | Kristian Sbaragli   | Dimension | s.t.     |
| 9    | Magnus Cort Nielsen | Orica     | s.t.     |
| 10   | Francesco Gavazzi   | Androni   | s.t.     |